# 馬修·阿貝拉
馬修·阿貝拉（1999年3月18日—），馬耳他男子羽毛球運動員。

## 簡歷

### 早年
馬修·阿貝拉的父親是一位羽毛球教練，阿貝拉5歲時在父親的引導下開始接觸羽毛球。馬修·阿貝拉在2011年起便開始在保拉羽毛球俱樂部（Paola Badminton Club）接受羽毛球訓練並在同年加入馬耳他國家羽毛球隊。他在2011年首次贏得馬耳他全國青年羽毛球錦標賽男子雙打冠軍並且在2011年至2019年之間共斬獲了11座馬耳他全國羽毛球錦標賽冠軍。阿貝拉在2013年時首戰國際青年賽，為了實現他成為更好的羽毛球運動員，他於2017年9月加入了位於丹麥的Ringsted羽毛球俱樂部。

### 2021年
馬修·阿貝拉獲外卡邀請，得以參與2020年夏季奧林匹克運動會羽毛球比賽，成為馬耳他史上首位參加夏季奧林匹克運動會的羽毛球運動員。最終，馬修·阿貝拉以0比2的成績（8比21、9比21）不敵中國的11號種子選手石宇奇，止步於小組賽第二名。

## 主要比賽成績
只列出曾進入準決賽的國際賽事成績：
| 年份   | 賽事                   | 公開賽級別 | 項目     | 拍檔            | 成績   |
| ------ | ---------------------- | ---------- | -------- | --------------- | ------ |
| 2018年 | 阿爾及利亞羽毛球國際賽 | 未來系列賽 | 男子單打 | －              | 準決賽 |
| 2018年 | 埃及羽毛球國際賽       | 國際系列賽 | 混合雙打 | 莉莉特·波戈西安 | 準決賽 |
| 2019年 | 以色列夏瑣羽毛球國際賽 | 未來系列賽 | 男子單打 | －              | 準決賽 |
| 2023年 | 坎帕拉羽毛球國際賽     | 未來系列賽 | 男子雙打 | Maxim Grinblat  | 亞軍   |
| 2023年 | 烏干達羽毛球國際系列賽 | 國際系列賽 | 男子雙打 | Maxim Grinblat  | 亞軍   |
| 2024年 | 吉拉爾迪拉羽毛球賽     | 未來系列賽 | 男子單打 | －              | 準決賽 |
| 2024年 | 贊比亞羽毛球國際賽     | 國際系列賽 | 男子雙打 | Maxim Grinblat  | 準決賽 |
| 2024年 | 博茨瓦納羽毛球國際賽   | 未來系列賽 | 男子單打 | －              | 準決賽 |
| 2024年 | 博茨瓦納羽毛球國際賽   | 未來系列賽 | 男子雙打 | Maxim Grinblat  | 亞軍   |
| 2024年 | 南非羽毛球國際賽       | 未來系列賽 | 男子雙打 | Maxim Grinblat  | 冠軍   |

| 2007-2017年 | 首要超級賽 | 超級賽 | 黃金大獎賽 | 大獎賽 | 國際挑戰賽 | 國際系列賽 | 未來系列賽 | 其他 |

| 2018-2026年 | 總決賽 | 超級1000賽 | 超級750賽 | 超級500賽 | 超級300賽 | 超級100賽 | 國際挑戰賽 | 國際系列賽 | 未來系列賽 | 其他 |

### 奧運會和世錦賽參賽紀錄
| 項目     | 2020       |
| -------- | ---------- |
| 男子單打 | 小組第二名 |